# Holzspielzeug
| „Altes Holzspielzeug“ (Wohlfahrtsmarken der Deutschen Bundespost 1971) |            |
| Frauen am Butterfass                                                   | Reiter     |
| Nussknacker                                                            | Taubenhaus |

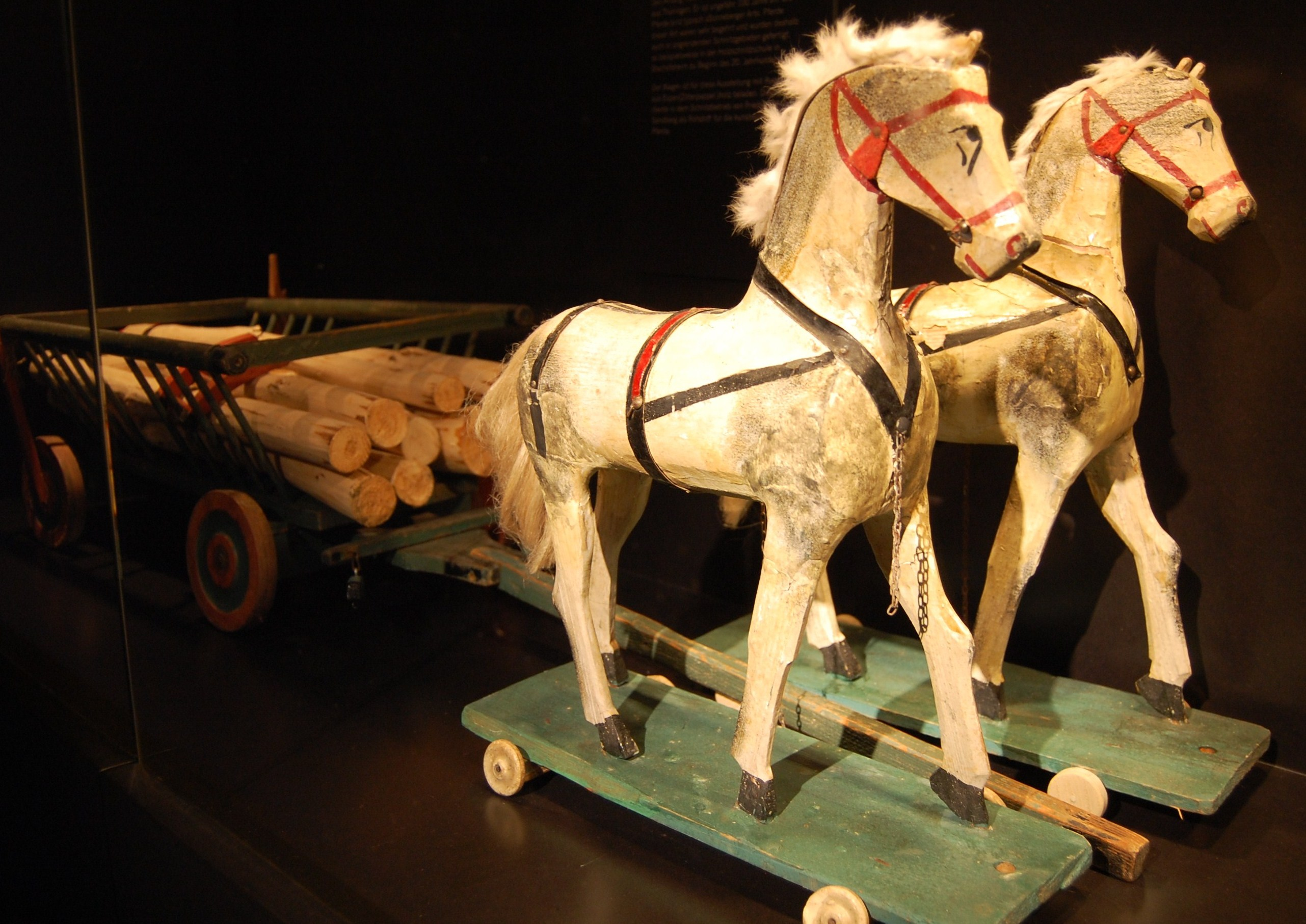
Holzpferdfiguren aus Thüringen

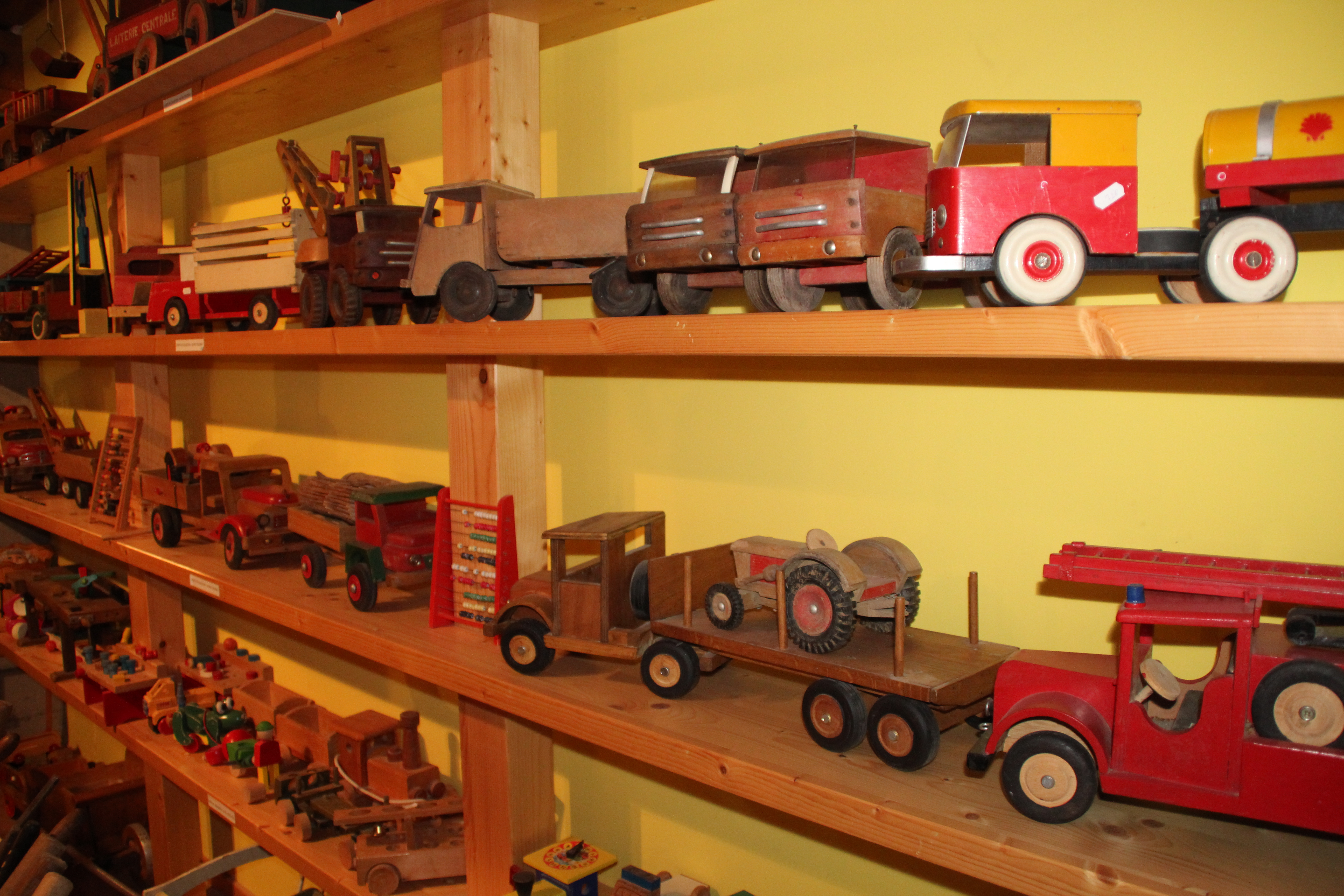
Spielzeugautos aus Holz im Musée des Métiers du Bois, Labaroche

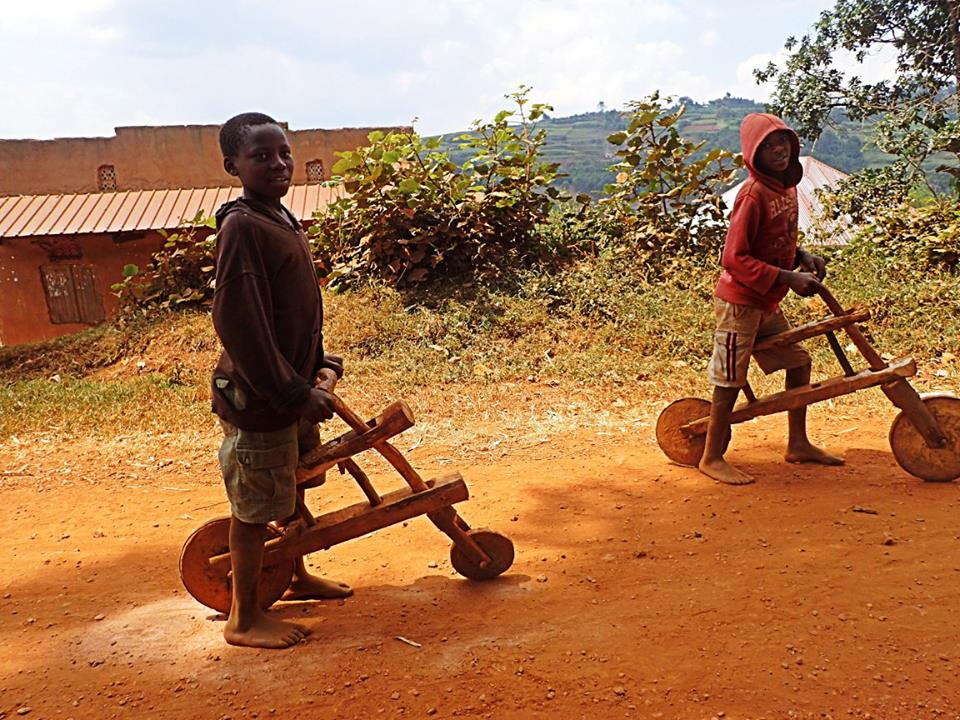
Aus Holz geschnitzte Kinder-Laufräder in Uganda

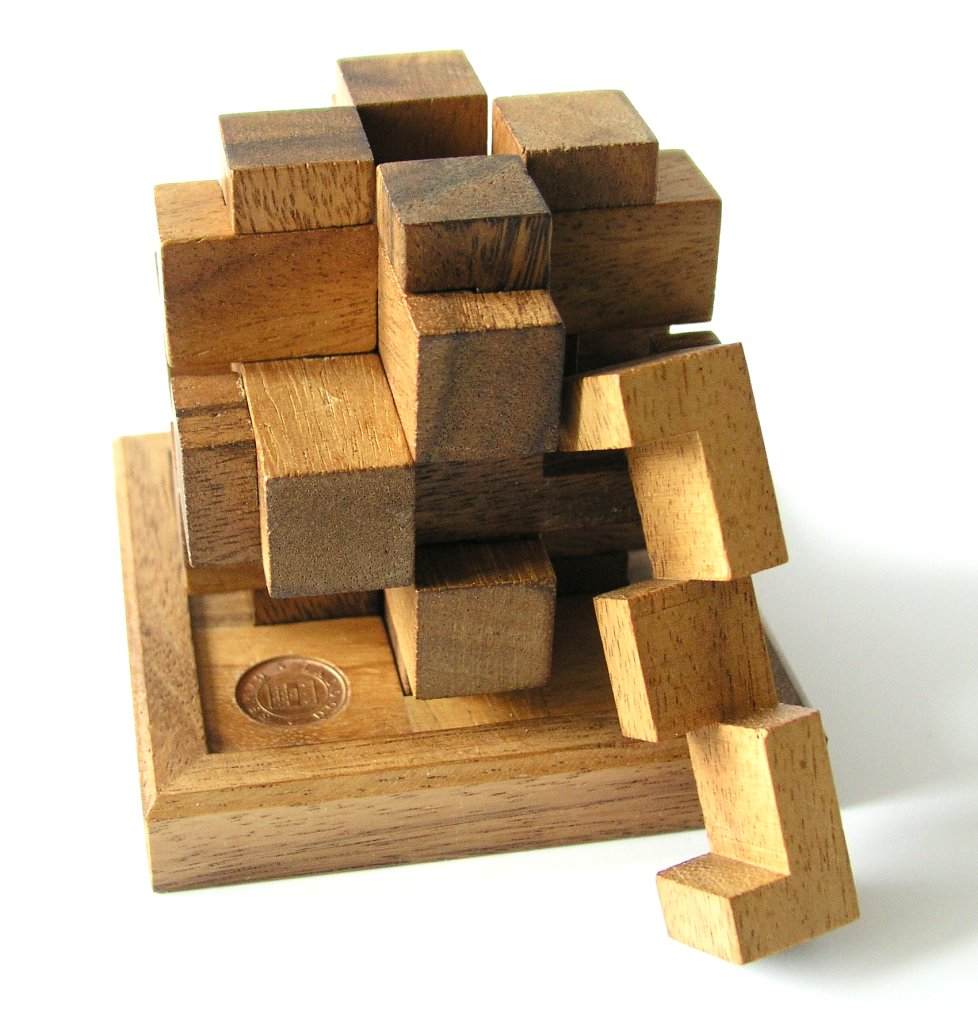
Mechanisches Geduldspiel von Wilhelm Altekruse

Als Holzspielzeug oder Holzspielwaren wird vollständig oder größtenteils aus Holz gefertigtes Spielzeug bezeichnet.

## Geschichte
Holz ist neben Knochen und Steinen einer der ältesten Werkstoffe und somit auch bei der Spielzeugherstellung anzutreffen. Die Geschichte von Holzspielzeug ist eng verbunden mit der Entwicklung der Menschheit und war oft Spiegelbild der vorherrschenden Kunstepochen. Im alten Ägypten spielten Kinder 200 vor Christus vor allem mit Tierfiguren aus Holz. Junge Griechen und Römer des Altertums widmeten sich neben Kreiseln, Würfelspielen und ähnlichem bevorzugt dem Spiel mit Holzschwertern. Viele bildende Künstler nahmen sich des Themas an.
In vielen Regionen war die Herstellung von Holzspielwaren oft Haupteinnahmequelle. Historisches Holzspielzeug im Speziellen ist und war immer wieder Thema für Ausstellungen und Museen, wie etwa für das Erzgebirgische Spielzeugmuseum Seiffen, das Holzspielzeugmuseum Bad Münstereifel oder das Museum Steinacher Spielzeugschachtel. Das Museum Gherdëina beherbergt eine Sammlung alten Grödner Holzspielzeugs aus der Zeit von 1750 bis 1940, das Johann Senoner-Vastlé vor dem Zweiten Weltkrieg zusammentrug.

## Herstellung
Es können verschiedene Holzarten verwendet werden. Ebenso sind verschiedenste Holzverarbeitungstechniken möglich. Zur Herstellung von Holzspielzeug ist sowohl schon einmal verarbeitetes Holz, als auch Rohholz erlaubt. Der Rohstoff Holz ermöglicht zudem in vielen Fällen auch die Reparatur defekten Spielzeugs.
Seit 1993 wird der Deutsche Designpreis für Holzspielzeug verliehen.
In Deutschland ist Holzspielzeugmacher bzw. Holzspielzeugmacherin ein staatlich anerkannter Ausbildungsberuf. Schon in der DDR gab es den Beruf des Facharbeiters für Holzspielzeug.
Für Holzspielzeug gelten, genau wie für jede andere Art von Kinderspielzeug, die Spielzeugrichtlinie der Europäischen Union, die in allen Staaten gilt. Holzspielzeug, das diesen Richtlinien nicht entspricht, gilt nicht als sicheres Kinderspielzeug und darf nicht in Umlauf gebracht, von privaten Händlern gehandelt oder von Staaten exportiert werden. Dabei geht es um den Schadstoffgehalt, um von Kleinkindern verschluckbare Teile oder auch um die Vermeidung von Gefahren beim zu erwartenden Umgang sowie beim Zerbrechen. Ein weiterer relevanter Sicherheitsaspekt ist der Brandschutz beziehungsweise die erforderliche schwere Entflammbarkeit. Nach der Spielzeugrichtlinie gehören Nachbildungen historischer Spielzeuge, Nachahmungen echter Schusswaffen sowie Bögen mit über 120 cm Länge nicht zu den Spielzeugen.
Die Stiftung Warentest hat im Jahre 2013 Holzspielzeug für Kleinkinder auf Sicherheit untersucht und hatte 16 der 30 getesteten Produkte zu beanstanden. Die Herkunft der als gefährlich eingestuften Produkte war nicht geografisch korreliert. Neben sich ablösenden verschluckbaren Teilen waren vor allem giftige und krebserregende Substanzen in Farben und Sperrholz gefunden worden, deren Konzentration über den Grenzwerten lag. Stiftung Warentest kritisiert darüber hinaus die in der Spielzeugrichtlinie genannten Grenzwerte für krebserregende Stoffe als teilweise zu hoch, da sie sich an Erwachsenen orientierten und Kinder empfindlicher reagierten.

## Formen
Neben klassischem Holzspielzeug, wie Holzpuppen, Holzeisenbahnen, Puppenküchen, Spielzeugautos, Figuren, Holzbaukästen oder Konstruktionsspielzeug (z. B. Baufix) gibt es Brett- und Geduldspiele sowie Spielgeräte wie Tischfußball und Tischkegelbahnen aus Holz. Holzspielzeug wird auch häufig von Heimwerkern für den Eigengebrauch hergestellt. Dazu gibt es in Fachgeschäften ein breites Angebot mit Anleitungen.

## Herkunft
Viele Spielwarenproduzenten haben oder hatten Holzspielzeug in ihrem Sortiment. Der Tischlermeister und Erfinder der Lego-Steine Ole Kirk Christiansen begann mit Holzspielzeug. Besonders im Erzgebirge entwickelte sich die Herstellung von Holzspielzeug infolge der früher herrschenden finanziellen Not und durch den Holzreichtum der Region zu einer wichtigen Nebenerwerbsquelle. Um kleine Holzfiguren durch Massenproduktion wirtschaftlicher herstellen zu können, wurde in dieser Gegend zu Beginn des 19. Jahrhunderts die Technik des Reifendrehens entwickelt.
Die Berchtesgadener War ist kunsthandwerklich hergestelltes Holzspielzeug aus Berchtesgaden, das ab dem Ende des 15. bis zum Anfang des 19. Jahrhunderts im Gebiet der Fürstpropstei Berchtesgaden hergestellt wurde. Ein traditionelles Beispiel für diese Produkte ist das ursprünglich als Kinderspielzeug gedachte und später auch als Christbaumschmuck genutzte Arschpfeifenrössl.
In Russland sind Matrjoschkas besonders bekannt.
Die von Friedrich Fröbel entwickelten Spielzeuge bestehen größtenteils aus Holz. Sie sollen sowohl die Kreativität und Feinmotorik als auch das räumliche Denken schulen.